# 완봉
완봉(完封,shutout)이란, 야구와 소프트볼에서 상대팀을 무득점으로 막은 승리투수에게 주어지는 기록이다.

## 개요
완봉은 시합 종료까지 상대팀에 득점을 주지 않고 전 이닝을 던진 승리투수에게 주어진 기록이다. 우천 등으로 콜드게임이 된 경우도 포함된다. 노히트 노런과 퍼펙트 게임도 완봉의 일종이다.
투수에 완봉이 기록되는 것과 관계없이, 상대팀이 득점을 하지 못했을 경우 완봉시합이라고 한다. 최근 들어 투수의 분업화로 인해 다수의 투수가 투입되어 완봉한 경우 "완봉릴레이" 또는 "릴레이 완봉"이라는 표현을 사용하고 있다.
그리고, 투수 기록란의 완투와 완봉의 횟수는 그 투수의 가치를 나타내는 척도이기도 하다.

## KBO기록

### 2013년
| 성명     | 날짜            | 장소 | 소속팀        | 상대팀        | 패전 투수 | 기타 |
| 레이예스 | 2013년 4월 10일 | 문학 | SK 와이번스   | 넥센 히어로즈 | 김영민    |      |
| 우규민   | 2013년 4월 14일 | 한밭 | LG 트윈스     | 한화 이글스   | 김혁민    |      |
| 윤성환   | 2013년 4월 26일 | 무등 | 삼성 라이온즈 | KIA 타이거즈  | 김진우    |      |
| 옥스프링 | 2013년 5월 7일  | 무등 | 롯데 자이언츠 | KIA 타이거즈  | 서재응    |      |
| 리즈     | 2013년 6월 15일 | 잠실 | LG 트윈스     | 넥센 히어로즈 | 나이트    |      |
| 이재학   | 2013년 7월 31일 | 문학 | NC 다이노스   | SK 와이번스   | 백인식    |      |

### 2014년
| 성명        | 날짜            | 장소 | 소속팀        | 상대팀       | 패전 투수       | 기타       |
| 임준섭      | 2014년 6월 22일 | 잠실 | KIA 타이거즈  | 두산 베어스  | 크리스 볼스테드 | 5이닝 완봉 |
| 찰리 쉬렉   | 2014년 6월 24일 | 잠실 | NC 다이노스   | LG 트윈스    | 임정우          | 노히트노런 |
| 코리 리오단 | 2014년 6월 26일 | 잠실 | LG 트윈스     | NC 다이노스  | 이성민          |            |
| 앨버스      | 2014년 8월 25일 | 광주 | 한화 이글스   | KIA 타이거즈 | 임준섭          |            |
| 윤성환      | 2014년 9월 4일  | 대구 | 삼성 라이온즈 | 한화 이글스  | 앨버스          |            |

### 2025년
| 성명   | 날짜            | 장소 | 소속팀    | 상대팀      | 패전 투수 | 기타 |
| 임찬규 | 2025년 3월 26일 | 잠실 | LG 트윈스 | 한화 이글스 | 엄상백    |      |

## 같이 보기
- 투수